# Livonská hymna
Text livonské hymny napsal v livonštině Korli Stalte (1870–1947), hudbu složil Fredrik Pacius (1809–1891).
Min izāmō
```
Min izāmō, min sindimō,
ūod ārmaz rānda sa,
kus rāndanaigās kazābõd
vel vanād, vizād piedāgõd.
Min ārmaz īlmas ūod set sa,
min tõurõz izāmō!

Min izāmō, min sindimō,
ūod ārmaz rānda sa,
kus lāinõd mierstõ vīerõbõd
un rāndan sūdõ āndabõd.
Min ārmaz īlmas ūod set sa,
min tõurõz izāmō!

Min izāmō, min sindimō,
ūod ārmaz rānda sa,
kus jelābõd īd kalāmīed,
kis mīer pääl ātõ päävad īed.
Min ārmaz īlmas ūod set sa,
min tõurõz izāmō!

Min izāmō, min sindimō,
ūod ārmaz rānda sa,
kus kūltõb um vel pivā ēļ
- min amā ārmaz rāndakēļ.
Min ārmaz īlmas ūod set sa,
min tõurõz izāmō!
```